# Въоръжени сили на Киргизстан
Въоръжените сили на Киргизстан са създадени първоначално от войници от Червената армия от туркестанския военен сектор, разположен в станалия независим Киргизстан. Армията включва сухопътни войски, военновъздушни сили, северна и южна групи на силите, вътрешни войски, агенция за национална сигурност и гранични войски.

## История
От 1967 г. през по-голямата част от съветския период главна военна сила в страната е 8-а гвардейска стрелкова дивизия „Панфилов“, която е разпусната през януари 2003 г. и сформирана наново през 2011. През 1967 г. дивизията е преместена в Бишкек от балтийския военен окръг, където е била квартирувана.
През 2001 г. Киргизстан дава за използване своята въздушна база Манас за целите на операция „Трайна свобода“. На свой ред руски сили са разположени в 999-а въздушна база в Кант, като противовес на американското военно присъствие в Киргизстан. Москва обещава 1,1 млрд. долара на Бишкек за модернизация на армията. Постигнато е съгласие по този въпрос от заместник-премиера Игор Шувалов през август и президента Владимир Путин през септември 2012 г.

## Състав
Съставът на армията на Киргизстан включва Първа моторизирана бригада, разположена в Ош, бригада в Кой-Таш в района на Бишкек, 25-а бригада специални сили, независими батальони в Каракол и Нарин, бригада в Баликчи и други единици

### Оборудване
С изключение на минохвъргачката M120 цялото оборудване е от съветски или руски произход.

#### Танкове
- T-72 – 150

#### Бронетранспортьори
- БТР-60 – 53
- БТР-70 – 25
- БТР-80 – 10
- БМП-1 – 230
- БМП-2 – 90
- БРДМ-2 – 30

#### Артилерия
Самоходни установки
- 100 mm полево оръдие M1944 (BS-3) – 18
- Противотанково оръдие T-12 – 18
- Д-30 – 72
- М-30 – 35
- Д-1 – 16

самоходни установки
- 2С9 Нона – 12[3]
- 2С1 Гвоздика – 18

Минохвъргачки
- 2С12 Сани – 6
- M120 – 48

Ракетни системи за залпов огън
- БМ-21 Град – 15

Самолети
| Самолет                           | Произход             | Вид                       | Версия               | На служба            | Бележки                                     |                      |
| Транспортни самолети              | Транспортни самолети | Транспортни самолети      | Транспортни самолети | Транспортни самолети | Транспортни самолети                        | Транспортни самолети |
| --------------------------------- | -------------------- | ------------------------- | -------------------- | -------------------- | ------------------------------------------- | -------------------- |
| Туполев Ту-154                    | СССР                 | Транспорт за ВИП личности | Tu-154М              | 2                    | Взет под наем от Еър Манас                  |                      |
| Боинг 737                         | САЩ                  | Транспорт за ВИП личности | 737 – 400            | 2                    | Взет под наем от Киргизстанска авиокомпания |                      |
| Учебни самолети                   |                      |                           |                      |                      |                                             |                      |
| Aero L-39                         | Чехия                | лековъоръжен/обучителен   | L-39                 | 4                    | 96 придобити от бившия СССР                 |                      |
| Бойни хеликоптери                 |                      |                           |                      |                      |                                             |                      |
| Ми-24                             | СССР                 | атакуващ                  | Ми-24                | 6                    |                                             |                      |
| Транспортни и товарни хеликоптери |                      |                           |                      |                      |                                             |                      |
| Ми-8 Ми-17                        | Русия · Русия        | транспортен/боен          | Ми-8 Ми-17           | 9                    |                                             |                      |

Въздушна отбрана
- С-75 Двина, С-125 – 20
- 2К11 Круг – 12
- 9К32 Стрела-2
- ЗСУ-23-4 – 24
- С-60 – 24